# Neuve-Maison

Neuve-Maison este o comună în departamentul Aisne din nordul Franței. În 1 ianuarie 2022 avea o populație de 607 de locuitori.